# Катаган (село)
Катага́н (укр. Катаган, крымскотат. Qatağan, Къатагъан) — исчезнувшее село в Джанкойском районе Республики Крым, располагавшееся на крайнем северо-западе района, на одном из полуостровов Сиваша, примерно в 2 км к северо-западу от современного села Рюмшино.

## История
Первое документальное упоминание села встречается в Камеральном Описании Крыма… 1784 года, судя по которому, в последний период Крымского ханства Кат Ан входил в Сакал кадылык Перекопского каймаканства. После присоединения Крыма к России (8) 19 апреля 1783 года, (8) 19 февраля 1784 года, именным указом Екатерины II сенату, на территории бывшего Крымского Ханства была образована Таврическая область и деревня была приписана к Перекопскому уезду. После Павловских реформ, с 1796 по 1802 год, входила в Перекопский уезд Новороссийской губернии. По новому административному делению, после создания 8 (20) октября 1802 года Таврической губернии, Катаган был включён в состав Джанайской волости Перекопского уезда.
По Ведомости о всех селениях в Перекопском уезде состоящих с показанием в которой волости сколько числом дворов и душ… от 21 октября 1805 года в деревне Катаган числилось 5 дворов, 36 крымских татар и 3-е ясыров. На военно-топографической карте генерал-майора Мухина 1817 года деревня Котаган обозначена с 7 дворами. После реформы волостного деления 1829 года Байсары, согласно «Ведомости о казённых волостях Таврической губернии 1829 года», остался в составе Джанайской волости. На карте 1836 года в деревне 1 двор, а на карте 1842 года Катаган обозначен условным знаком «малая деревня», то есть, менее 5 дворов.
Согласно «Памятной книжке Таврической губернии за 1867 год», деревня Катаган была покинута жителями в 1860—1864 годах, в результате эмиграции крымских татар, особенно массовой после Крымской войны 1853—1856 годов, в Турцию и оставалась в развалинах. В дальнейшем в доступных источниках второй половины XIX века не встречается.
Вновь название встречается в Списке населённых пунктов Крымской АССР по Всесоюзной переписи 17 декабря 1926 года, согласно которому на хуторе Хатаган, Тереклинского сельсовета Джанкойского района, числилось 5 дворов, население составляло 26 человек, 25 русских, 1 записан в графе «прочие». На подробной карте РККА северного Крыма 1941 года Катаган обозначен без указания жилых дворов. В последний раз в доступных источниках название встречается на двухкилометровке РККА 1942 года — на противоположном, от обозначенного в 1842 году места, берегу залива Сиваша.